# Литлтон (Ирландия)
Ли́тлтон (англ. Littleton; ирл. An Baile Beag) — деревня в Ирландии, находится в графстве Северный Типперэри (провинция Манстер) у трасс M8 и R639.
В Литлтоне был основан монастырь Дерринафлан, ставший знаменитым после археологических раскопок, в ходе которых были найдены потир и другая церковная утварь IX века, теперь хрнаящаяся в Национальном музее Дублина.

## Демография
Население — 463 человека (по переписи 2006 года). В 2002 году население составляло 500 человек.
Данные переписи 2006 года:
| Общие демографические показатели |               |                               |                               |      |      |
| Всё население                    | Всё население | Изменения населения 2002—2006 | Изменения населения 2002—2006 | 2006 | 2006 |
| 2002                             | 2006          | чел.                          | %                             | муж. | жен. |
| 500                              | 463           | −37                           | −7,4                          | 230  | 233  |